# Ян Блажей Сантіні-Айхел
Ян Блажей Сантіні-Айхел (чеськ. Jan Blažej Santini-Aichel, 3 лютого 1677, Прага  — 7 грудня 1723, Прага) — чеський архітектор доби пізнього бароко.
Зустрічаються також варіанти імені — Сантіні Айхл , Ян Сантіні і  Джованні Сантіні, враховуючи, що він походить з родини вихідця з Італії. Представник третього покоління майстрів, що працювали в підавстрійській тоді Чехії.

## Життєпис
Його дід Антонін Айхел перебрався до Праги, де розпочався будівельний бум і де була велика потреба в архітекторах, виконробах, каменярах, скульпторах, будівниках. Прагу перебудовували після руйнівних подій років Тридцятирічної війни в стилі бароко. Родина утрималась у Празі, де посіла власне місце серед міжнародної команди архітекторів і фахівців з Італії, Голландії, Франції, Австрії, Німеччини, самої Чехії.

### Фізичні вади
Ян (Джованні) Сантіні народився в родині будівничого 3 лютого 1677 року. Після народження мав фізичні вади — частина його тулуба була паралізована і з часом він став кульгавим. Це не завадило навчатися будівельній справі і початковій художній освіті, яку опановував разом зі старшим братом.

### Подорожі й італійський період

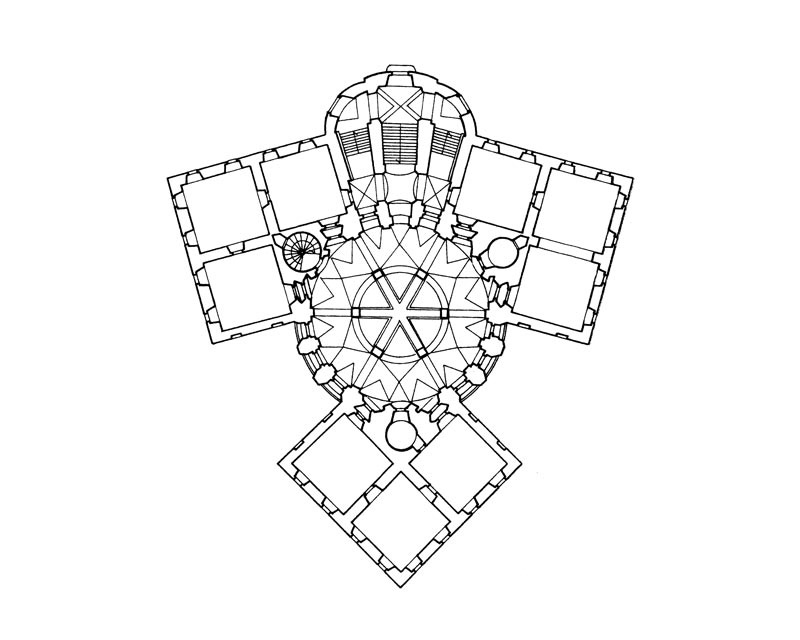
План замку Карлова Коруна

На 1696–1699 роки припадають удосконалення майстерності і подорожі митця. Серед країн, де він бував — Австрія та Італія. Якийсь час перебував у Римі, визнаному бароковому центрі тогочасного світу, де на молодого архітектора значно вплинули будівлі архітектора Франческо Борроміні. Частина архітекторів вважала Борроміні «божевільним» за пристрасть до надзвичайно складного розпланування та чудернацького зовнішнього вигляду споруд. Навіть відсутність креслень архітектора Франческо Борроміні, що знищив значну частину власного архіву перед смертю, не зупинила Яна Блажея. Ймовірно, він вивчав самі споруди Борроміні і таким чином розвинув власний мистецький стиль, віртуозний, переускладнений і дивацький, надзвичайно індивідуальний.

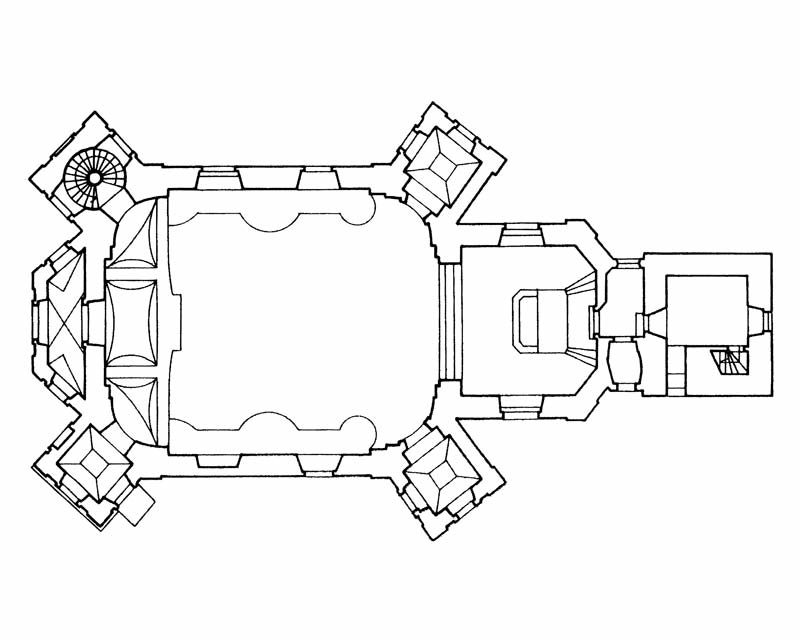
проєкт для Обічтова
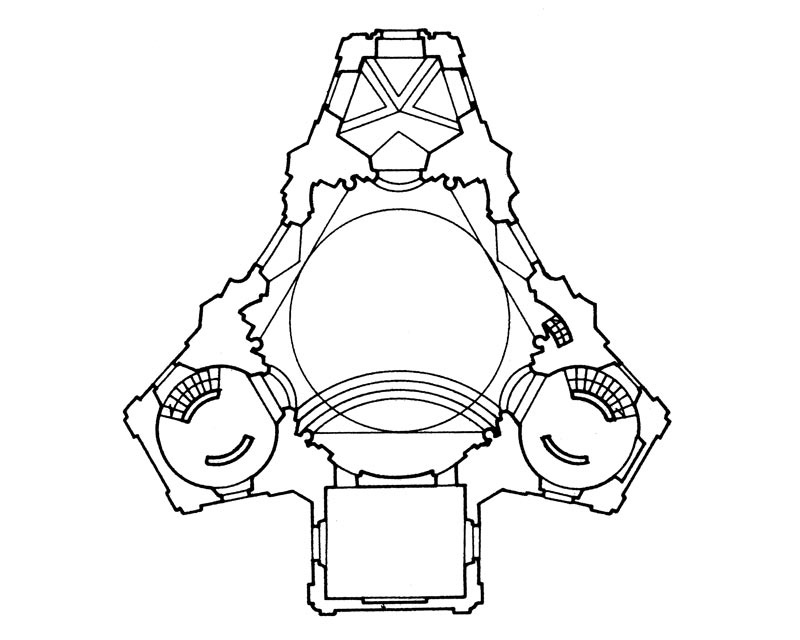
проєкт для Брежан
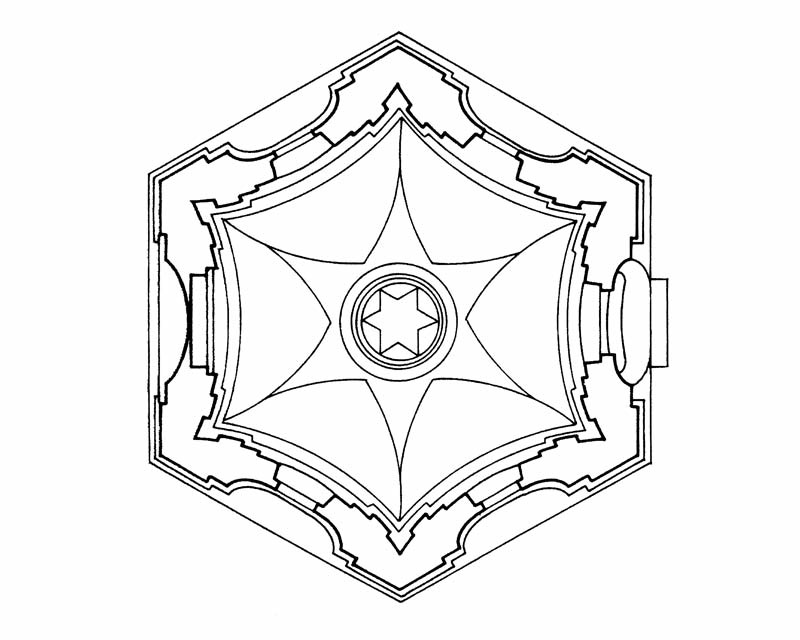
для Младотиць
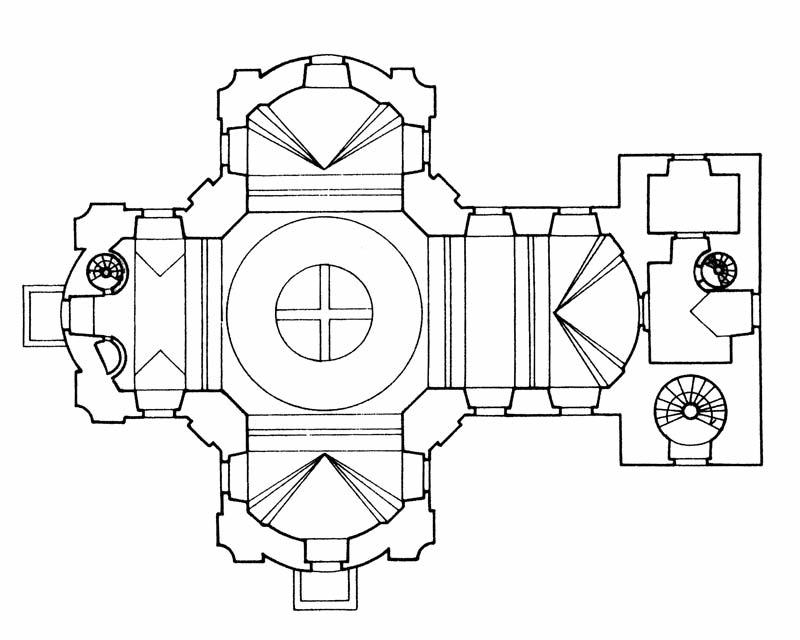
для Зволє

### Вдала кар'єра будівничого

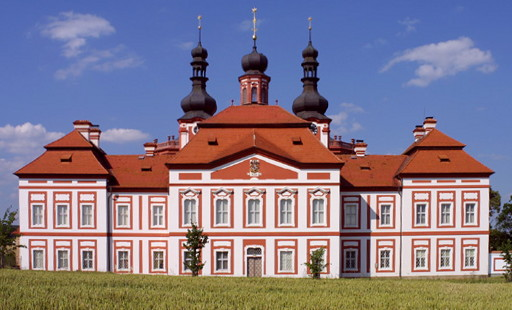
Паломницька церква, Маріанські Тиніци, південний фасад

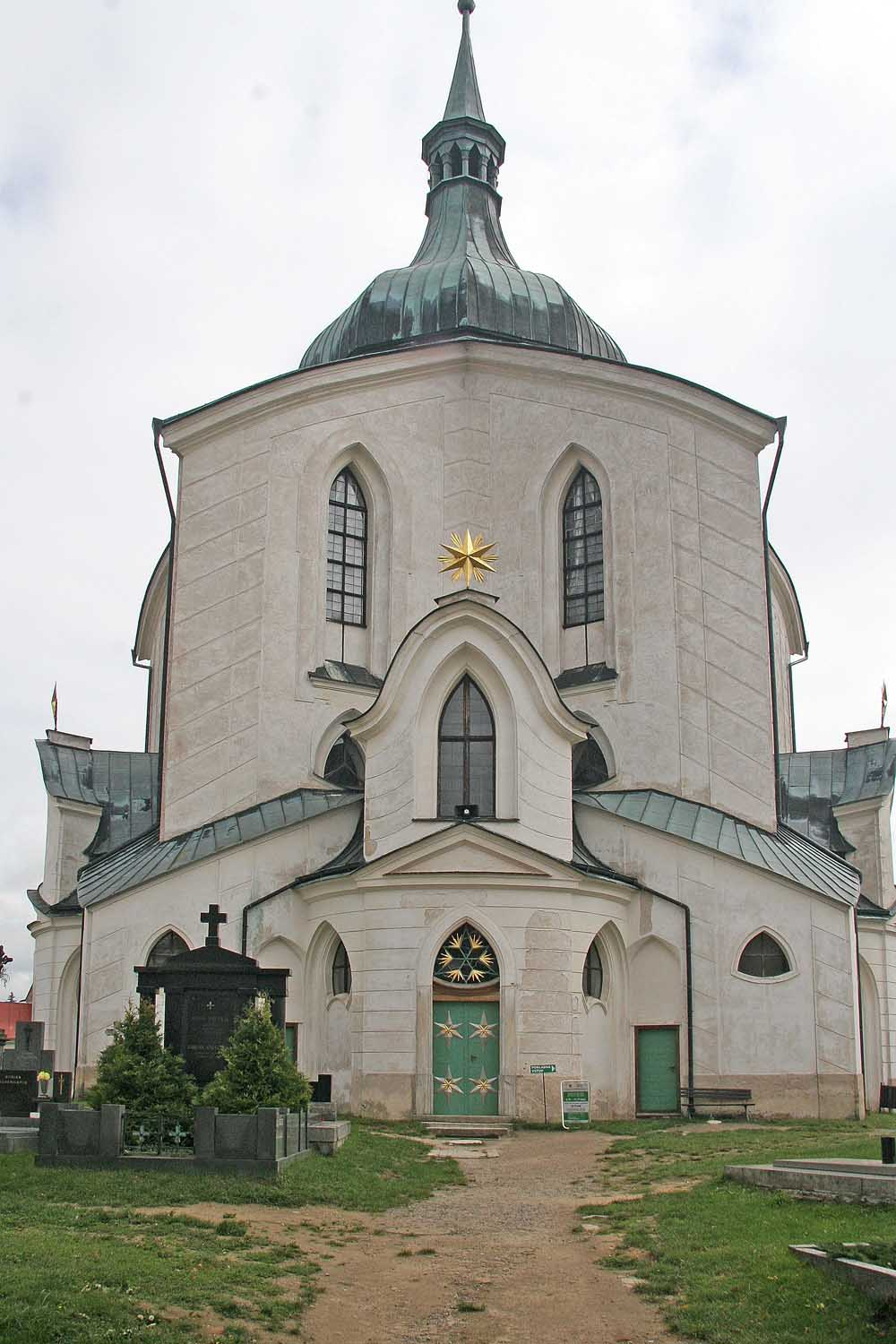
костел Яна Непомуцького на Зеленій Горі поблизу Ждяру над Сазавою

Повернувся у Прагу. Починав як архітектор, що ремонтував і лагодив споруди провінційних монастирів та приходських костелів. Мимоволі став продовжувачем споруд архітектора Жана Батіста Матеї (1630–1696), що помер. Сантіні успадкував недобудовані споруди Матеї і навіть коло його замовників. Практична праця лише зміцнила його авторитет як освіченого фахівця з власною мистецькою манерою. Ян Сантіні охоче працював в провінції, де мав реальну можливість створити архітектурні об'єкти від підмурків до даху. Серед його споруд — паломницькі церкви (Маріанські Тиніци), провінційні костели (костел Яна Непомуцького на Зелена Гора поблизу Ждяру над Сазавою), провінційні цвинтарі.
Серед найбільших об'єктів архітектора — перебудови ще велетенських готичних соборів у містах Кладруби та Кутна Гора. Повністю значна обдарованість архітектора знайшла вияви у його малюнках, кресленнях архітектора та в невеликих спорудах, розкиданих по невеликим провінційним містечкам і селам Чехії. Серед споруд архітектора — відомий заміський палац — замок Карлова Коруна .
Замовником замку був граф Франц Фердинанд Кінскі (1678–1741). Значна посада (він був на той час великим канцлером Австрійської імперії) та бажання підтвердити свій високий соціальний статус обумовили будівництво нового, незвичного за планом замку та замкової каплиці.

### Останні роки
Останні роки хворів, зосережившись на проєктних творах.
Помер 7 грудня 1723 р. у віці 46 років. Був похований у Празі біля костелу святого Івана Хрестителя (сучасна вулиця Шпорка).

### Родина

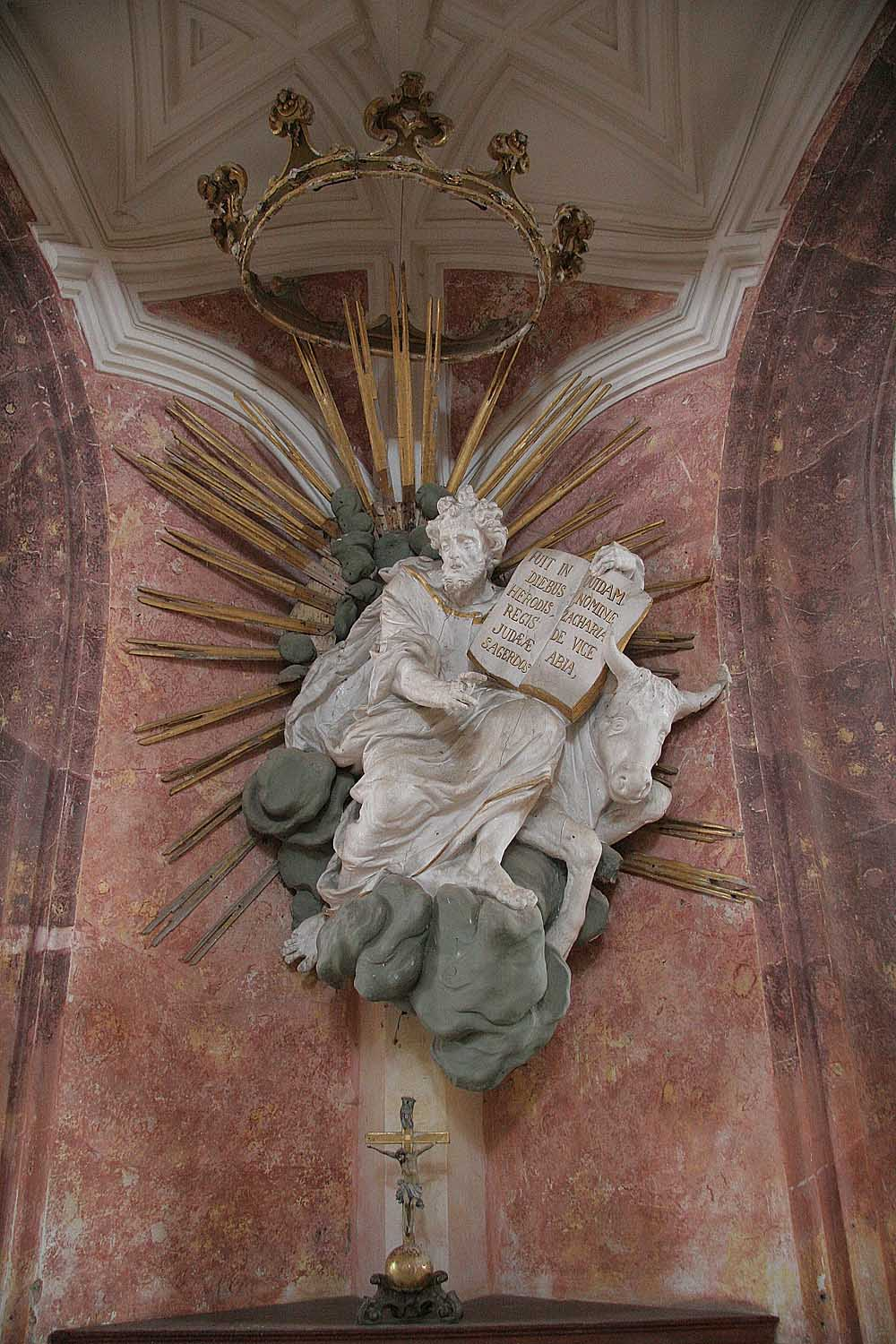
Євангеліст Лука, костел Яна Непомуцького, Зелена Гора.

Був двічі одружений. Знайомство і праця помічником у празького архітектора наблизили його до родини Кристіана Шрьодера (1655–1702), після смерті якого Сантіні-Айхел одружився з його дочкою Веронікою-Елжбетою. У родині було четверо дітей, три сини померли, живою залишилася лише дочка Анна-Вероніка. Після смерті першої дружини в 1720 р. Ян Блажей одружився вдруге — з дочкою південночеського шляхтича, що підняло соціальний статус родини й самого архітектора. Матеріальні статки дозволили придбати ще в 1705 р. перший кам'яний будинок Валкоунських за 3 000 готівкою, а через два роки він придбав і сусідній будинок «Під золотим келихом», поєднавши їх в одну споруду. У другому шлюбі теж мав дітей, хрещеними батьками для яких обирав шляхтичів, чим зміцнював коло власних замовників.

## Малюнки, споруди і проєкти Яна Сантіні

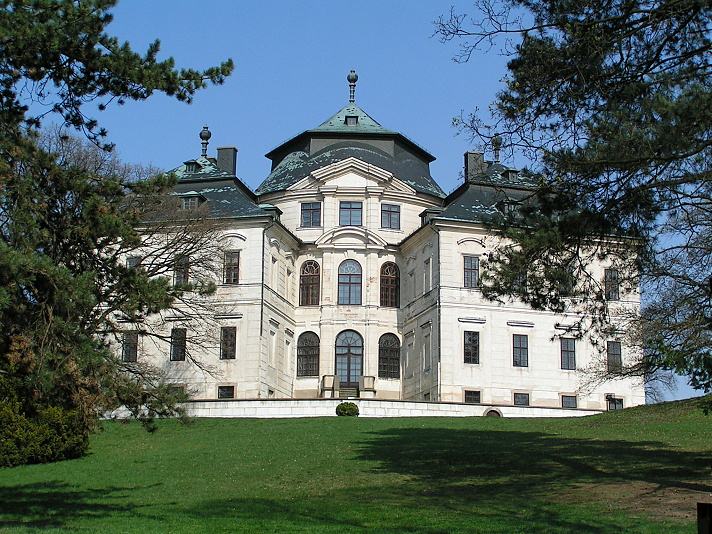
Замок Карлова Коруна, м. Хлумець
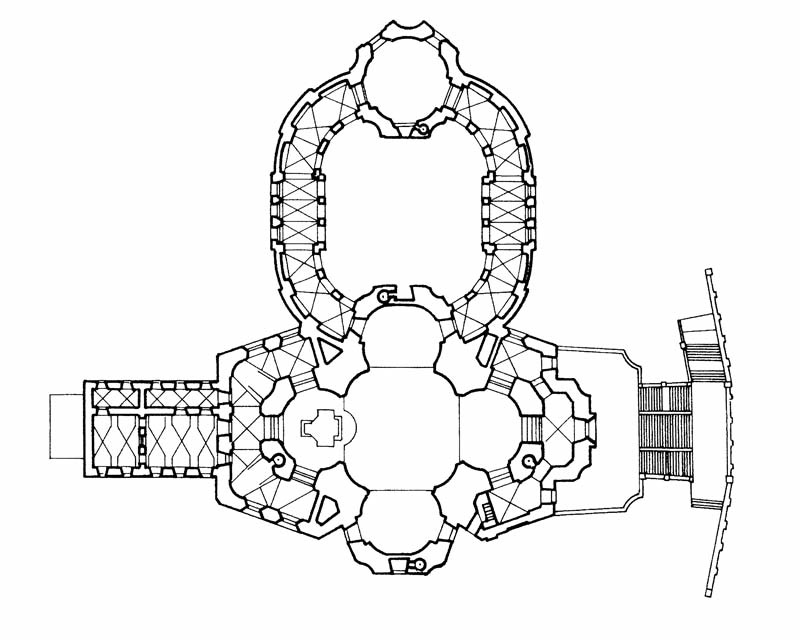
план, Паломницький костел в Ім'я Діви Марії у Крштіни-у-Брно
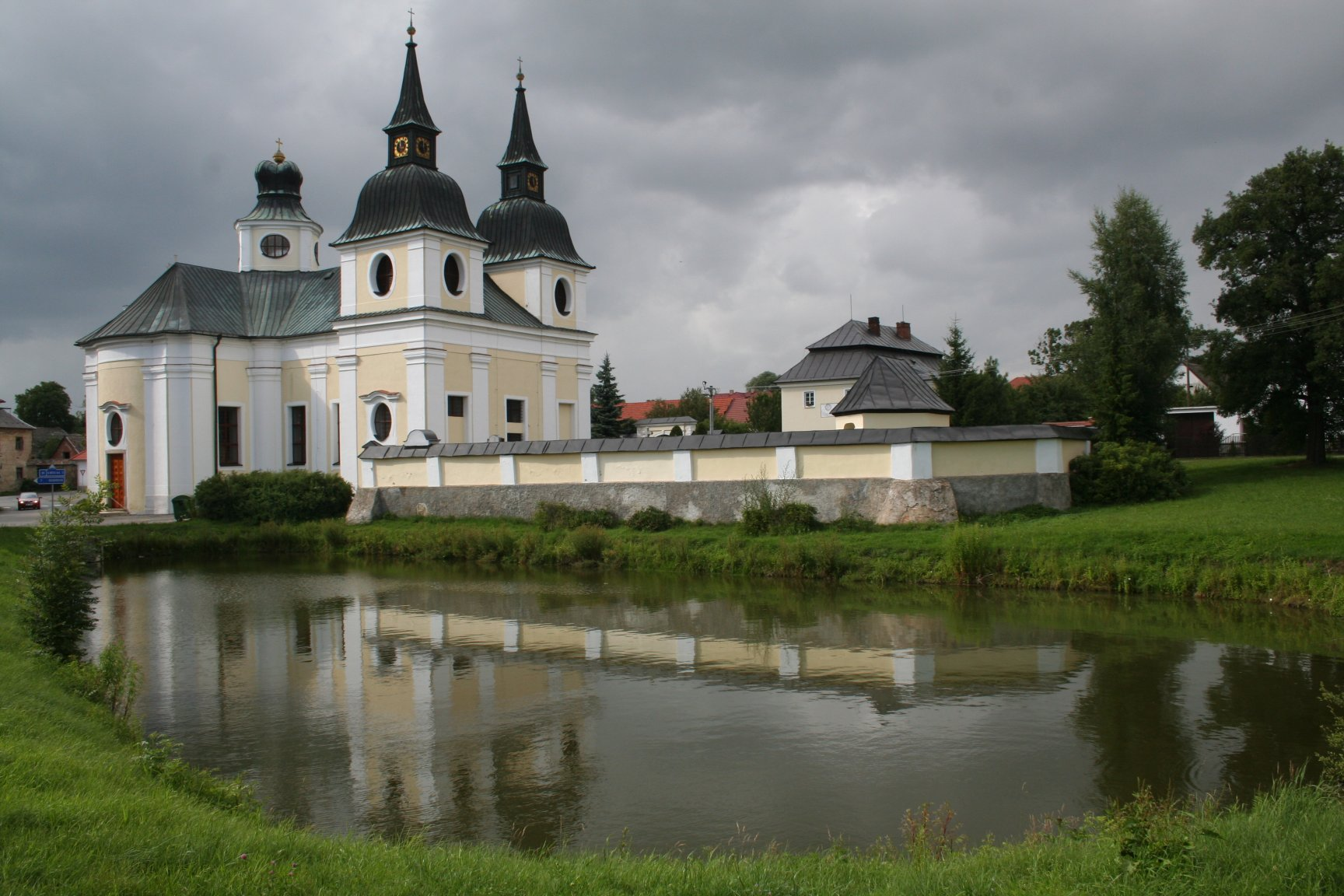
Костел св. Вацлава, Зволє
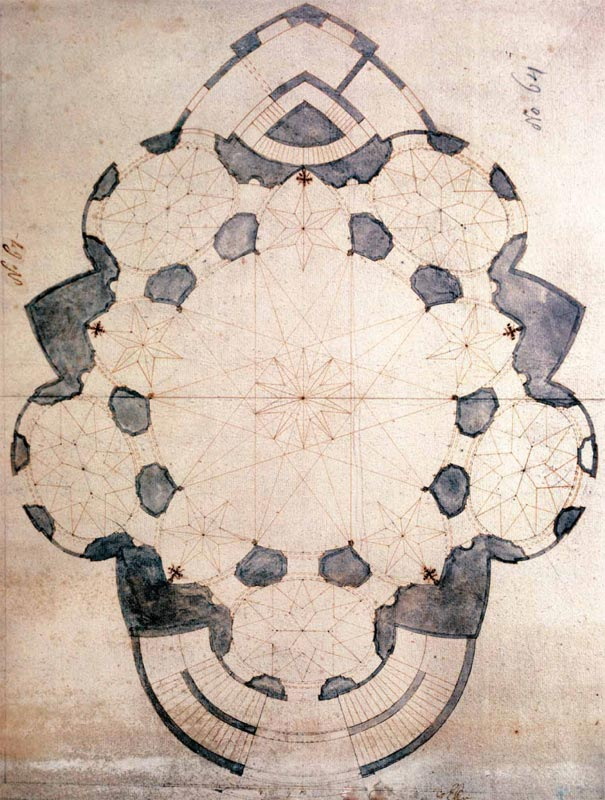
Паломницька церква святого Яна Непомуцького в Ждяр над Сазавою
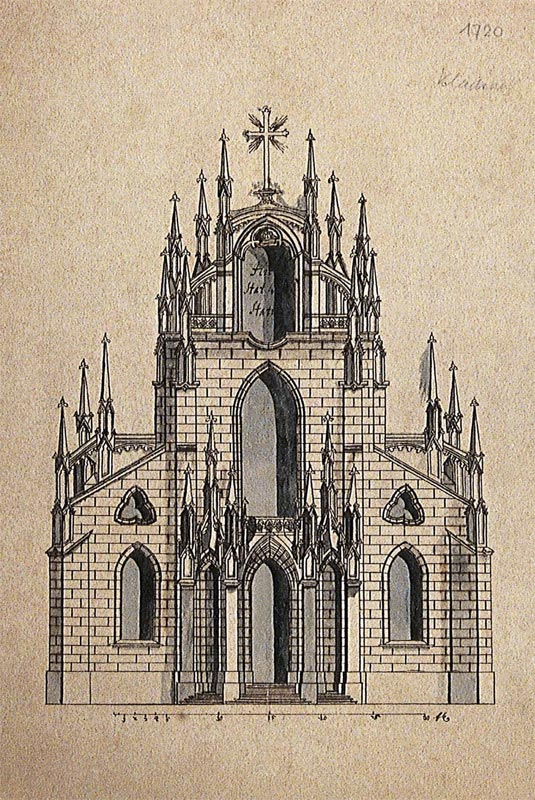
Готичний фасад, малюнок Сантіні-Айхела
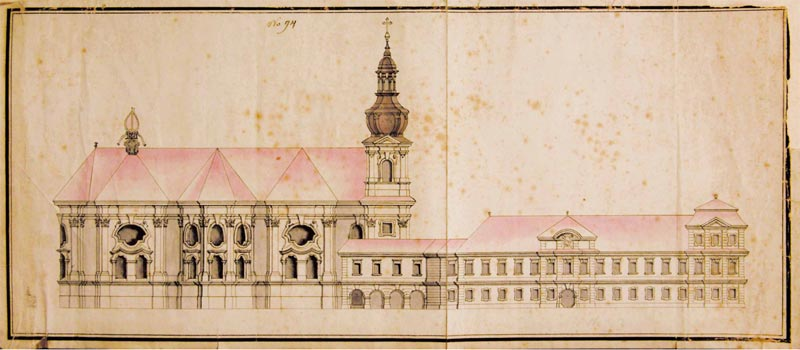
Бічний фасад костелу в Райграді
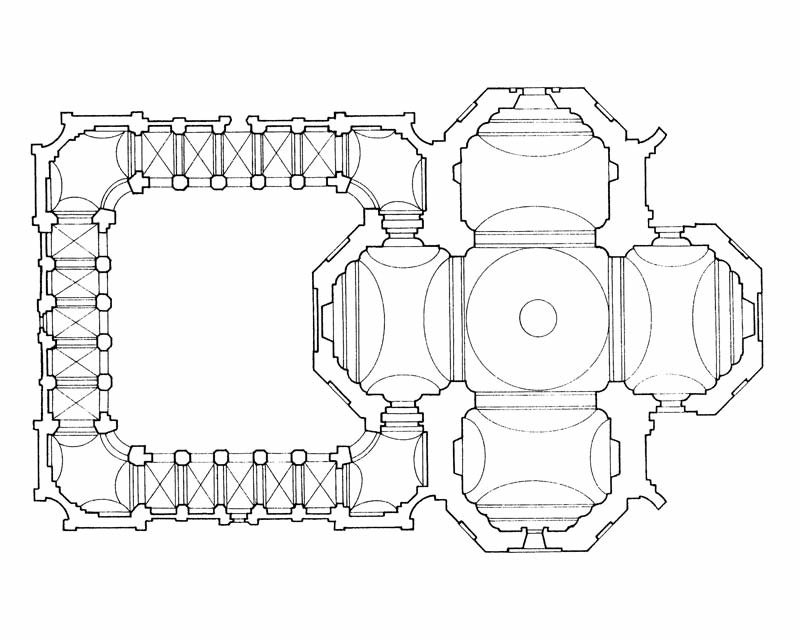
Паломницький костел Благовіщення Діви Марії, план, Маріанскі Тиниці
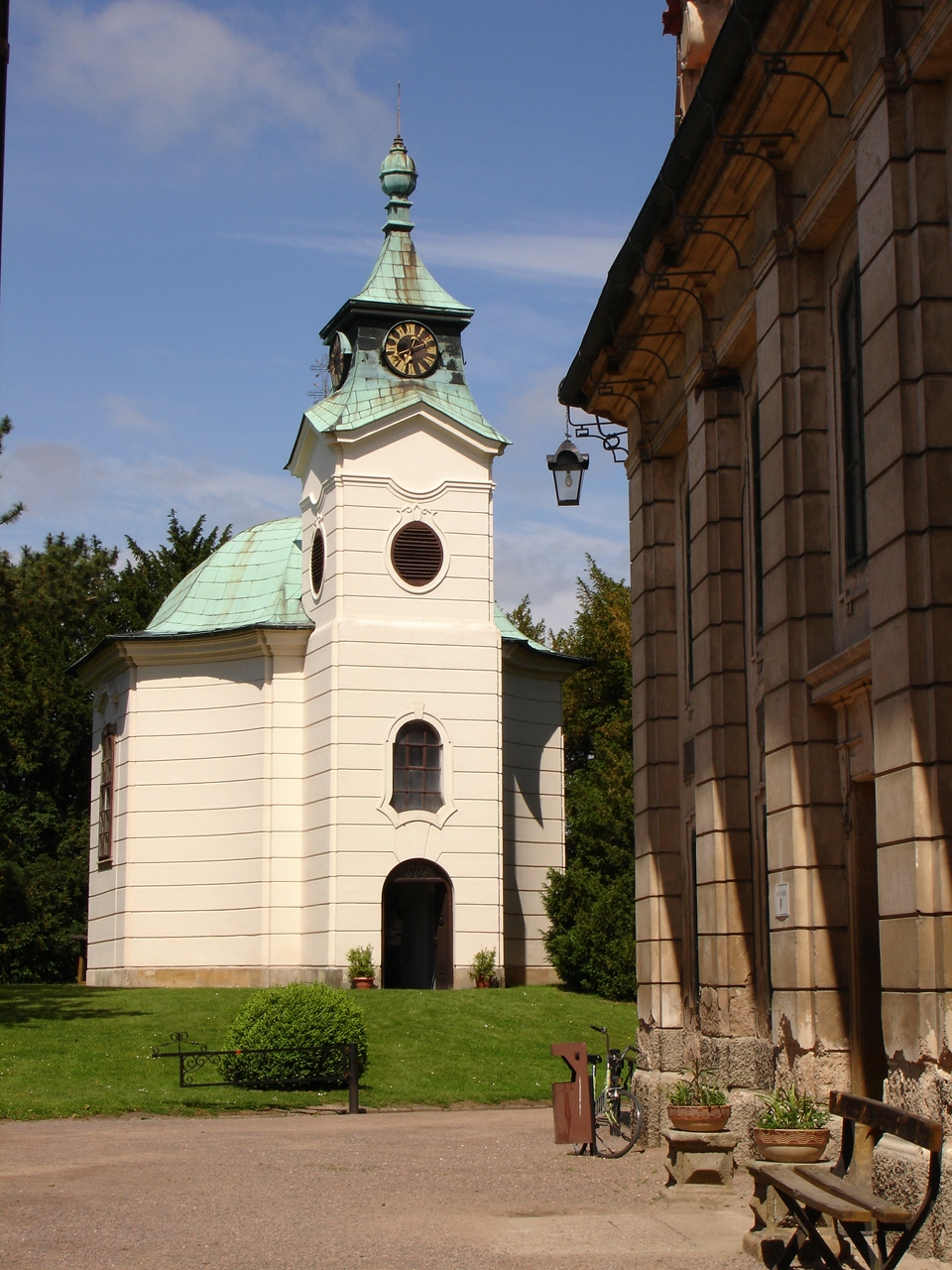
Каплиця замку Карлова Коруна

## Пам'ять

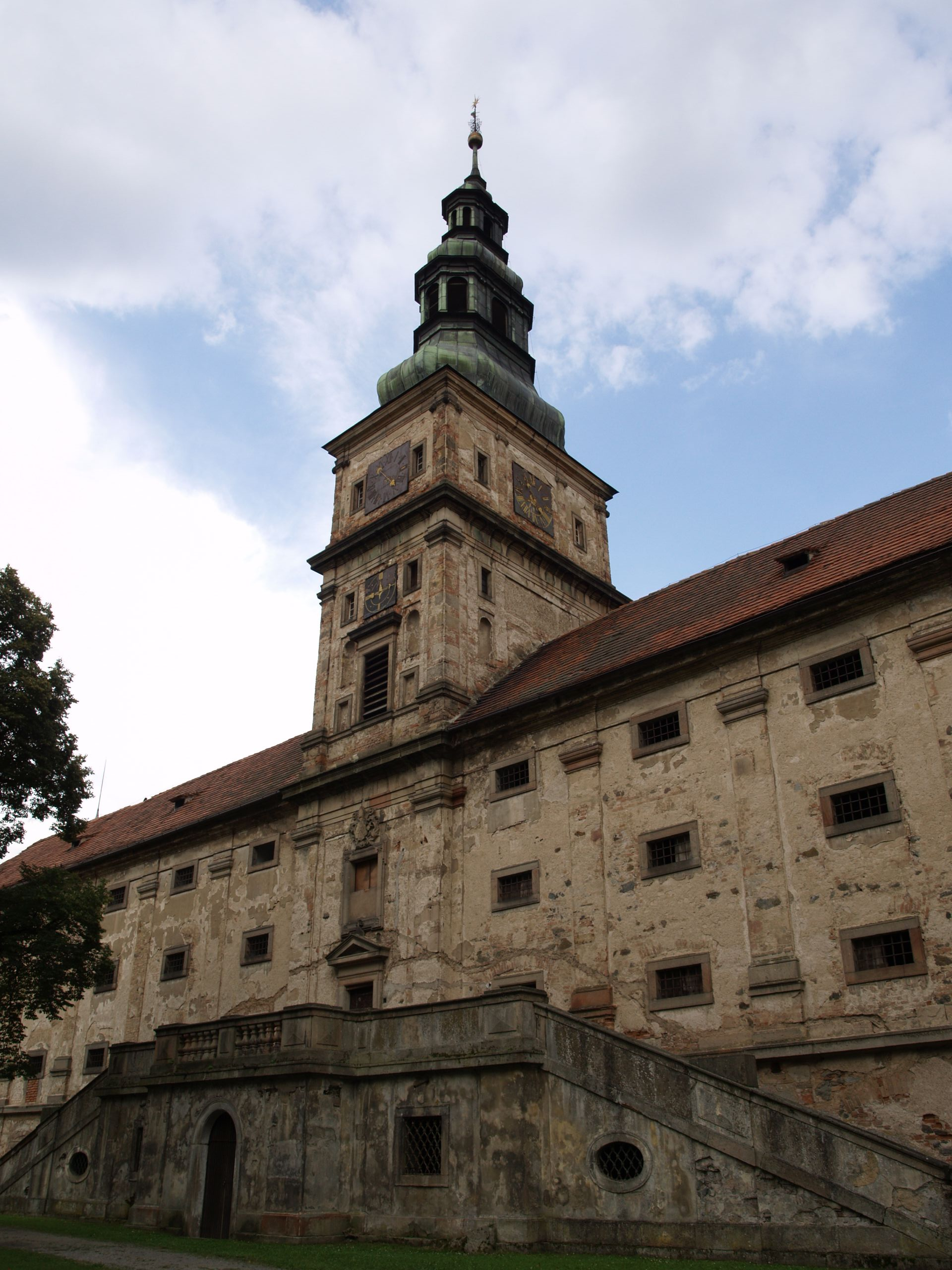
Монастир у Пласах, бароко.

Усвідомлення значної мистецької вартості споруд архітектора Яна Блажея Сантіні-Айхела прийшло лише у 20 столітті. Проведені натурні розшуки в провінційних містах і селах Чехії, аби за стилістичним аналізом (при відсутності джерел) віднайти споруди, де він ремонтував, перебудовував чи будував наново. Розшуки в архівах виявили нові докумнти щодо споруд архітектора чи його нездійснених проєктних рішень. Але знайденого значно менше, ніж треба для окреслення досить повного кола творів архітектора. У Чехії існує сайт прихильників творчості архітектора, де жваво дискутують з питань авторства його споруд, іде обмін інформацією та фото щодо споруд Яна Блажея Сантіні.